# Qeqertarsuup Katersugaasivia
Qeqertarsuup Katersugaasivia er et museum i Qeqertarsuaq, som ligger på Disko på vestkysten af Grønland. 
I 1992 blev den gamle Landsfogedbolig i byen lavet om til et museum. Huset er bygget i 1840'erne, men fremstår den dag i dag, som det gjorde efter ombygningen i 1855. Fra denne tid og frem til Nordgrønlands Inspektorat blev afviklet i 1950, har huset været brugt af både inspektører og landsfogeder. Derefter blev bygningen brugt som lejlighed til 1980'erne, og efter nogle år som privatbolig blev den ombygget til museum i 1992. 
Museet har udstillinger i begge etager i hovedbygningen og i en sidebygning. Om sommeren er der også udstillinger udendørs. Udstillingerne dækker mange områder indenfor grønlandsk historie og kultur, fra grønlandske juleskikke til fangstkultur og fangstredskaber, kunsthåndværk og den arktiske stations historie. Der er også en udstilling med malerier af Jacob Danielsen.
69°14′50″N 53°32′33″V / 69.247278°N 53.542541°V